# Myōtsū-ji
Myōtsū-ji (明通寺) est un temple bouddhiste Shingon situé à Obama, dans la préfecture de Fukui au Japon.
Le hon-dō de l'époque de Kamakura et le tō, sa pagode à trois étages, sont des trésors nationaux du Japon. Un certain nombre de sculptures de l'époque de Heian sont désignées biens culturels importants du Japon, et il y a un jardin avec un étang.

## Bâtiments
- Hon-dō (1258) (TN)[2],[3]
- Tō (1270) (TN)[4],[5]
- Sanmon
- Shōrō

## Trésors
- Statue en bois de Yakushi Nyorai assis, (époque de Heian) (bien culturel important du Japon), Gohonzon[6]
- Statue en bois de Gōzanze Myōō debout, (époque de Heian) (BCI)[7]
- Statue en bois de Fudō Myōō debout,(époque de Heian) (BCI)[8]
- Statue en bois de Jinja Daishō debout, (époque de Heian) (BCI)[9]
- Kenponchakushoku Hikohohodemi-no-mikoto emaki, six rouleaux (époque d'Edo) (propriété culturelle préfectorale)[10]
- 399 plaques de donneurs datant de 1309 à 1694 (propriété culturelle préfectorale)[11].

## Galerie d'images

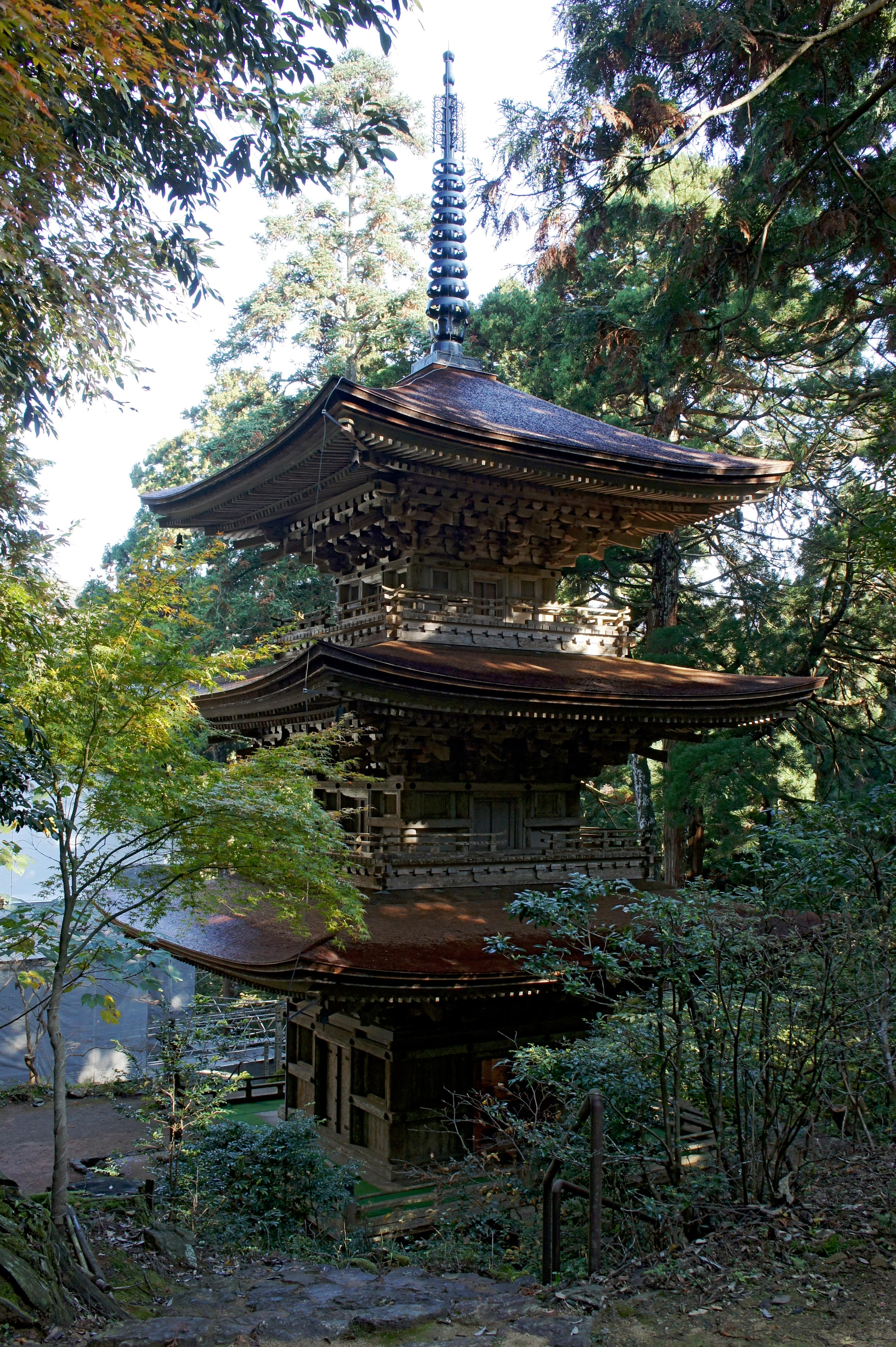
La pagode
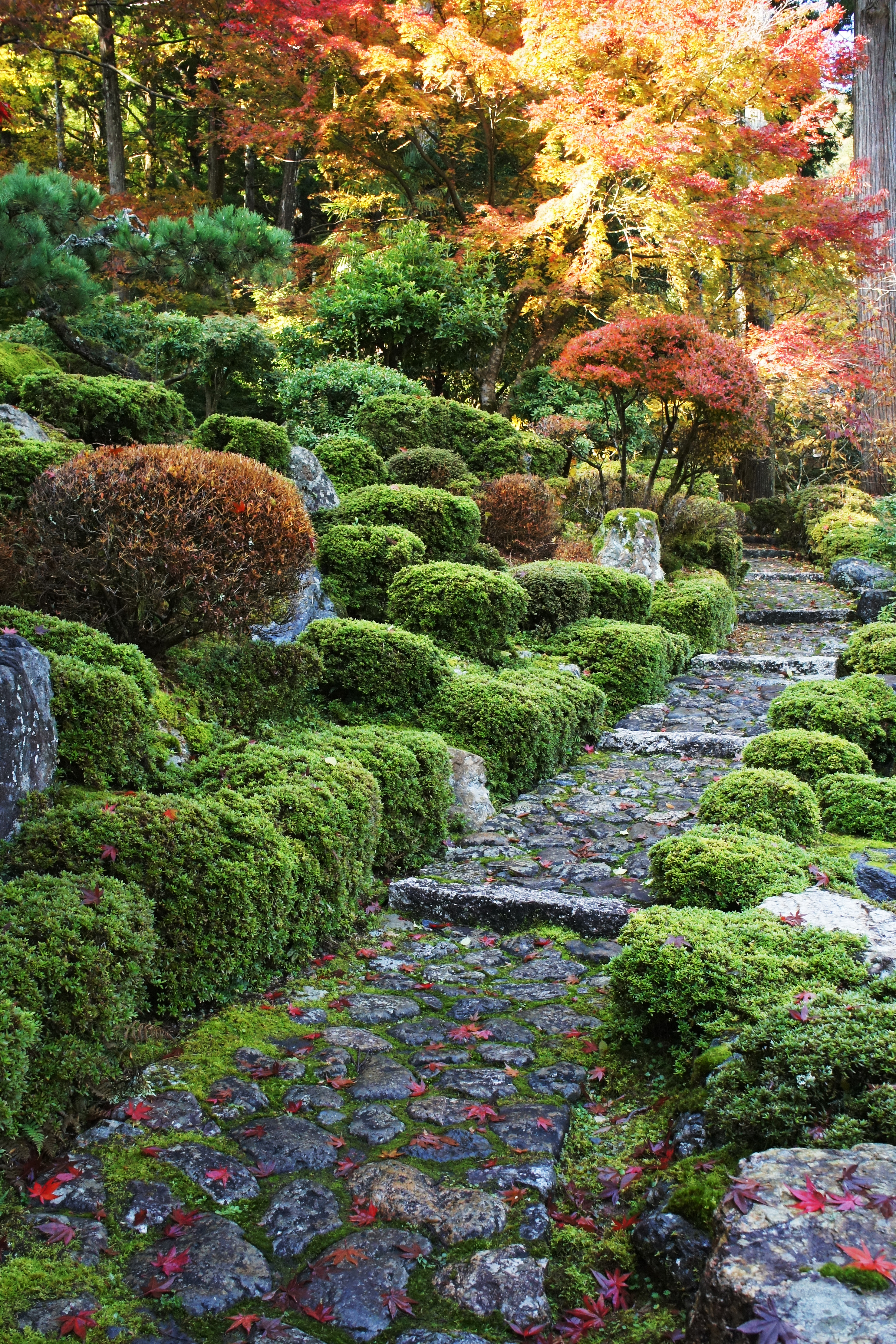
Le jardin